# 毛叶肾蕨
毛叶肾蕨（学名：Nephrolepis brownii）也称毛绒肾蕨，为骨碎补科肾蕨属下的一个种。生长在林下。广泛分布于热带亚洲, 北达日本的琉球及小笠原诸岛。